# Hackekvarns naturreservat
Hackekvarn är ett naturreservat i Urshults socken i Tingsryds kommun i Småland (Kronobergs län).
Reservatet är skyddat sedan 2012 och är 203 hektar stort. Det är beläget 2,5 km nordväst om Urshult vid sjön Åsnens utlopp i Havbältesfjorden och består mest av bokskog.

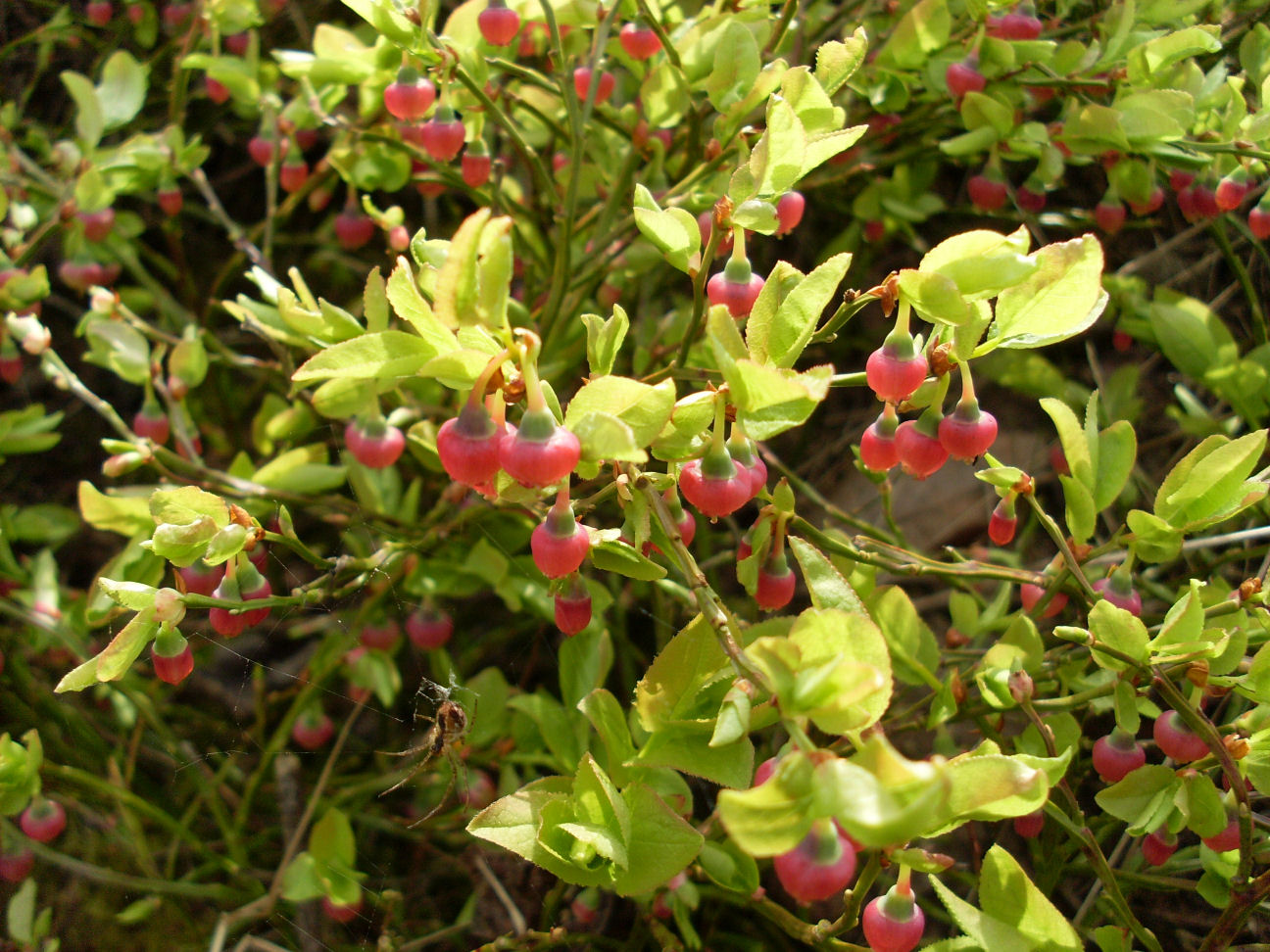
Blommande blåbärsris.

Utöver bok förekommer även grov ek, björk, rönn, lind, alm och ask. Fältskiktet domineras av blåbär och kruståtel.
I områdets centrala del finns betesmarker och en mindre slåtteräng. Flera rödlistade arter har hittats i området. Framförallt lavar men även växter, svampar och en skalbagge. De flesta av arterna är knutna till äldre lövträd samt grov och död ved.
En rad kulturhistoriska spår finns i området. Där finns odlingsrösen, fossila åkrar, husgrunder, hamlade träd, hävdade betesmarker. På Kungsholmen (Slottsholmen) finns rester av fornborgen "Hacke slott" från 1300-talet.
I nordväst gränsar området till Ekefors naturreservat.